# Carlos Arniches
Carlos Arniches (Alicante, 11 de outubro de 1866 — Madrid, 16 de abril de 1943) foi comediógrafo espanhol, do início do século XX.

El tío de Alcalá (zarzuela, 1906).